# Токсин
Токсините (от древногръцки: τοξικόν, toxikon) са отровни вещества, произвеждани вътре в организма  и по тази причина различни от синтетично произвежданите субстанции. Tерминът е за първи път използван от химика, специалист по органична химия, Лудвиг Бригер (1849–1919).
Терминът биотоксин понякога е специфично използван за да означи органичния произход на токсина .
Токсините могат да бъдат малки молекули, пептиди или протеини.